# Sammarinesi per la Libertà
Sammarinesi per la Libertà è stato un partito della Repubblica di San Marino.
Nato nel 2002 dopo essere fuoriuscito dal Partito Socialista Sammarinese, alle elezioni politiche del 2006, il movimento politico conquistò solo 1 dei 60 seggi del Consiglio Grande e Generale, ottenendo 389 voti, pari al 1,86% delle preferenze totali.
Il movimento era basato sugli ideali propri delle tradizioni laiche e riformiste europee, democratiche liberali e cattolico liberali. Pertanto, la propria azione politica era ispirata ai valori universali di libertà, giustizia e solidarietà concretamente operando a difesa del primato della persona
Era partito d'opposizione.
Monica Bollini fu eletta rappresentante al Consiglio Grande e Generale, alle elezioni politiche del 2006.
Nel 2012 il partito si dissolse.